# Miles Vorkosigan
Miles Vorkosigan è un personaggio immaginario creato dalla scrittrice Lois McMaster Bujold come protagonista di numerosi romanzi appartenenti al ciclo dei Vor.

## Genesi del personaggio
Miles è l'unico figlio di Aral Vorkosigan, ammiraglio e successivamente reggente di Barrayar, e di Cordelia Naismith proveniente da Colonia Beta.
Le vicende legate alla nascita di Miles sono narrate nel romanzo Barrayar. Dopo la morte del vecchio imperatore Ezar, Aral viene nominato reggente in vece del piccolo principe Gregor di soli 5 anni. Lo scoppio di una guerra civile per assumere il controllo dell'impero metterà Aral e la sua famiglia in una situazione di grave rischio. Proprio in questo periodo nel quale Cordelia è incinta di Miles la coppia è oggetto di un attentato con un gas velenoso. Purtroppo l'antidoto al veleno ha sul feto effetti teratogeni tali da determinare un danno quasi irreparabile al sistema scheletrico, con il rischio di gravi deformità. Solo grazie all'utilizzo di una terapia sperimentale e di un replicatore uterino gli effetti della tossina potranno essere relativamente attenuati.
Nonostante tali attenzioni mediche il fisico di Miles risulterà gravemente compromesso sia per quanto riguarda la resistenza delle ossa che lo sviluppo della statura. Nell'età adulta le sue ossa lunghe saranno gradualmente sostituite da corrispettivi artificiali.

## Età adulta
Una volta terminati gli studi Miles tenta inutilmente di entrare come suo padre e suo nonno nell'esercito di Barrayar. I suoi problemi fisici determinano un'inevitabile esclusione. Per riprendersi dalla delusione Miles organizza una viaggio a Colonia Beta (pianeta natale delle madre). Nel corso di quella che avrebbe dovuto essere una tranquilla vacanza Miles, quasi per caso, si ritrova al comando di un gruppo di mercenari che lui stesso battezza Dendarii. Nell'occasione Miles assume l'identità fittizia dell'ammiraglio Naismith originario di colonia Beta, facendo credere a tutti di essere un clone del vero Miles.

I mercenari Denderii diventeranno centrali nelle vicende della maggior parte dei romanzi successivi. Miles si troverà infatti costretto ad agire, all'insaputa dei suoi stessi compagni mercenari, per conto del servizio segreto di Barrayar in operazioni in cui non deve apparire un intervento diretto del governo Barrayarano. In tal modo Miles otterrà il beneplacito del padre e dell'imperatore Gregor per continuare con le sue avventure spaziali.
Così Miles per 10 anni vive svariate avventure come Ammiraglio Naismith al comando dei suoi Dendarii, ma sempre agli ordini della Sicurezza imperiale.
Sulla Terra conosce il suo Fratello clone Mark che entrerà in famiglia dopo aver tentato di ucciderlo.

## Maturità
L'avventura con i Dendarii termina con la sua "morte" ne I due Vorkosigan. 
Dopo essere risuscitato, i postumi gli lasciano un problema fisico che gli renderà impossibile continuare ad essere Naismith (Memory). Rientra a Barrayar dove si ritrova coinvolto in un complotto per eliminare Simon Illyan, il potente capo della Sicurezza Imperiale.
Per poter risolvere il caso, viene nominato dall'imperatore Ispettore Imperiale, una carica che gli permette di fare praticamente ciò che vuole, ma che comporta pari responsabilità.